# Detective Esqueleto
Skulduggery Pleasant, traducido en español como Detective Esqueleto, es una saga juvenil escrita por el autor irlandés Derek Landy y protagonizada por el personaje de mismo nombre, Skulduggery Pleasant. Publicada por HarperCollins, esta saga ganó el premio House Children's Book Award; además, tres de sus libros (Playing with Fire, Mortal Coil y Last Stand of Dead Men) fueron ganadoras del premio senior Irish Children's Book Award en 2009, 2010 y 2013, respectivamente.
En España, la serie es publicada por Ediciones SM.

## Argumento
La serie está ambientada mayormente en la ciudad de Dublín, Irlanda. La trama gira en torno a Stephanie Edgley, una chica de doce años que, en la primera novela, recibe en herencia la casa de su difunto tío, Gordon Edgley. Tras una accidentada noche en la mansión, la joven es salvada por Skulduggery Pleasant, un detective ingenioso y astuto con una extraña peculiaridad: es un esqueleto. A partir de entonces, Stephanie, que desde entonces será conocida como Valquiria Caín, se adentra en un mundo lleno de misterios, magia y secretos. La historia central trata de la lucha de Valquiria para detener las fuerzas del mal que amenazan al mundo, así como su lucha interna para resistir la oscuridad interior. 
La narración cuenta con elementos de acción, intriga y detectivescos, así como elementos fantásticos y golpes de humor.

## Libros
Hasta el volumen número 12, todos los libros han sido publicados en español por la editorial SM, mientras que el resto solo pueden ser encontrados en inglés:
1. Detective esqueleto (Skulduggery Pleasant) - 2007
2. Jugando con fuego (Playing with fire) - 2008
3. Los Sin Rostro (The faceless ones) - 2009
4. Días oscuros (Dark days) - 2010
5. Ataduras mortales (Mortal coil) - 2010
6. La invocadora de la muerte (Death bringer) - 2011
7. El reino de los malvados (Kingdom of the wicked) - 2012
8. La última batalla de los hombres cadáver (Last stand of Death Men) - 2013
9. La muerte de la luz (The dying of the light) - 2014
10. Resurrección (Resurrection) - 2017
11. Medianoche (Midnight) - 2018
12. Manicomio (Bedlam) - 2019
13. Seasons of war - 2020
14. Dead or alive - 2021
15. Until the end - 2022
16. A mind full of murder - 2024
17. A heart full of hatred - 2025
18. A soul full of shadows - 2026

## Personajes
| Personaje                         | Descripción |
| --------------------------------- | --- |
| Skulduggery Pleasant              | Protagonista principal de la obra, es un esqueleto detective que trabaja para el santuario y salva el mundo del mal tratando de arreglar los errores de su pasado. Su apariencia de esqueleto se debe a su enemigo Nefarian Serpine que le mató a él y su familia, pero no se sabe como el detective no murió del todo, dentro del hecho de que es un esqueleto. Se cree que es por el odio y el rencor que sintió hacia Serpine cuando este mató a su familia lo que le hizo volver de entre los muertos . Skulduggery trabajaba para el santuario como primer detective, pero dimitió tras tener las sospechas de que el gran mago trabajaba con sus enemigos. Luego se descubrió que sus sospechas no eran ciertas y el gran mago nunca colaboraría con ellos, pero aun así, Skulduggery no quiso volver a su antiguo puesto. |
| Valquiria Cain / Stephanie Edgley | La otra protagonista y ayudante del detective. Valquiria vivirá muchas aventuras junto a Skulduggery pero también ganara muchos enemigos como: Billy-Ray Sanguine, Dusk, Remus Crux... aunque no todo es malo puesto que muy pronto conoce a Fletcher Renn el cual al principio le parece un completo idiota pero no tardara en cambiar de parecer y acaban saliendo juntos(después le pone los cuernos con Caelan, un vampiro). |
| Tanith Low                        | Es una extraordinaria espadachín que trabaja como agente secreto del gobierno mágico y se encarga de atrapar criminales y criaturas diabólicas que atenten contra la seguridad nacional. Tanith no solo trabaja para el gobierno mágico sino que además ayudará a Skulduggery y Valquiria en todas sus aventuras y se hará una gran amiga de Valquiria, tanto que, prácticamente parecen hermanas.(y después un vestigio la posee para siempre, para después ser extraído por oscuretriz) |
| China Sorrows                     | Es una bruja bellísima que puede hechizar de amor a quien se le ponga por delante y que utiliza los tatuajes de su cuerpo como arma mágica de defensa. China parece una bruja inofensiva pero no os dejéis engañar por su apariencia porque su pasado es bastante oscuro y lleno de secretos, puesto que, trabajo para el ejército de Mevolent (el ejército de todos los malos, Serpine, la Diablería...) pero ahí no queda la cosa porque es bastante probable(no es probable es que es así) que sea ella la culpable de la muerte de Skulduggery y su familia a pesar de haber sido Serpine quien los mató. Aun así ella ayudará a Skulduggery a proporcionarle información sobre sus investigaciones o casos, probablemente porque se siente culpable de lo que le hizo a su familia y a él. |
| Billy-Ray Sanguine                | Al principio parece inofensivo, un loco cualquiera que solo obedece órdenes de sus jefes, como por ejemplo el Varón Vengeus o la Diablería, pero después de estos dos jefes Sanguine no tardara en ir por su cuenta y ser él su propio jefe, junto a su padre Scarab. Y formaran "el club de los vengadores" que estará formado por 5 personajes, cada uno de ellos se llevara fatal con los demás pero se unirán por una vez para vengarse de sus enemigos(Valquiria Cain y Skullduggery Pleasant).Los participantes de este club serán: Scarab (el padre de Sanguine) que formó este club para vengarse de Guild, Sanguine que se unirá al club junto con su padre para vengarse de Valquiria por arrebatarle los poderes, Dusk que se unirá para vengarse de Valquiria por hacerle una cicatriz en la cara, Remus Crux que se unirá para vengarse de todos los que ayudaron a destruir a los Sin Rostro y Scapegrace que se querrá vengar de Valquiria y Skulduggery por meterle en la cárcel y no dejarle convertirse en el asesino supremo.El poder de Sanguine es que puede crear túneles para atravesar paredes o ir bajo tierra hasta que, sin darse cuenta, Valquiria Caín le hace una herida en el estómago y este pierde sus poderes, por ahora. |
| Abominable                        | Es sastre de profesión y viejo amigo de Skulduggery, que tuvo la mala suerte de nacer con una deformación en la cara, de ahí su nombre. Excelente boxeador, se ocupa de confeccionar los trajes de lucha de Valquiria. Abominable no solo será el que diseñe los trajes de Valkiria sino que al igual que tanith ayudara a Valquiria y Skulduggery con sus casos, después de haber sido liberado de su maldición claro, estuvo convertido en estatua durante dos años. |
| Dusk                              | es un vampiro dispuesto a hacer lo que sea por conseguir vengarse de Valquiria Caín por la cicatriz que ella le hizo, finalmente comprendió que era mejor dejarla vivir porque su futuro decía que sería ella quien destruyera a toda la humanidad y a su familia. Y el vampiro pensó que sería una venganza mejor, "dejarla vivir seria su venganza porque según él, seria divertido ver como sufriría", pero antes de llegar a ese razonamiento consiguió morderla y estuvo a punto de convertirla en una infectada pero esta se fue a que la curaran y a Dusk no le sirvió de nada haberla mordido. |
| Fletcher Renn                     | Fletcher es un teletransportador, más bien el "ultimo" teletransportador, que tendrá el poder de abrir la puerta de la dimensión de los SIN ROSTRO obligado por la Diablería, pero al final Valquiria y Skulduggery lo rescataran y volverán a meter en su dimensión al Sin Rostro que escapó, con la mala suerte de que Skulduggery también se acabó atrapado en esa dimensión. Eso hará que Fletcher y Valquiria tengan que trabajar juntos para traer al detective esqueleto de vuelta, pero entre ellos surge algo más y terminan siendo novios tras haber rescatado al esqueleto. |
| Remus crux                        | Crux será el detective del santuario después de que Skulduggery dimita, pero se volverá loco después de mirar fijamente a un Sin Rostro y lo despedirán. Ahora culpará a Valquiria Caín por haber matado a dos de sus "dioses" (los Sin Rostro) y haber vuelto a meter el tercero en aquella dimensión, por eso la misión de Crux será vengarse de Valquiria y matarla, pero su plan nunca llegara a cumplirse puesto que antes de volverse loco investigará el pasado de China y descubrirá lo que le hizo a Skulduggery y a su familia con la ayuda de Serpine, por eso china le matará para que no pueda contarle su secreto a nadie puesto que ella le tiene miedo Skulduggery y a lo que sería capaz de hacerle si se enterara. |
| Thurid Guild                      | Guild es "El Gran Mago" y Skulduggery y el no se llevan muy bien precisamente, puesto que él es el motivo de que el mejor detective que el santuario ha tenido jamás dimitiera (Skulduggery), Skulduggery creía que el Gran Mago estaba colaborando con la Diablería y con el Varón Vengeus y le acusó de traicionar al santuario y al mundo mágico pero como no hubo pruebas no le creyeron y Skulduggery dimitió, luego descubrió que era cierto que el Gran Mago era inocente, pero entonces, Scarab, un preso de la cárcel mágica al que acababan de soltar tras cumplir su condena de 200 años quiso vengarse de Guild y de Skulduggery porque según lo que decía, él, no mató a un inocente y le condenaron injustamente. tras escarbar 200 años hacia atrás Skulduggery descubrió que era cierto y Scarab no mató a aquel hombre, sino que fue Guild, por eso ahora el Gran Mago ha sido condenado a 300 años de cárcel y Scarab consiguió vengarse de Guild, aunque no del modo que él quería. |
| Serpine                           | este personaje es el enemigo mortal de Skulduggery, puesto, que fue el quien mató a Skulduggery y a su familia, pero Skulduggery no está del todo muerto, dentro del hecho de que es un esqueleto. Y por eso Serpine y el son enemigos a muerte y Skulduggery alberga mucho odio hacia él. Además de lo que le hizo a Skulduggery durante la batalla entre el ejército de Mevolent y el ejército de Meritorius unos años después colaborara junto con Sanguine con el Varón Vengeus para que este consiga la armadura de Lord Vile y robar el "Grotesco", que puede ser un arma letal (que es lo que buscarán Lord Vile y Serpine) o bien, una forma de abrir la puerta de la dimensión de LOS SIN ROSTRO (que es lo que querrá la Diablería). |
| Kenspeckle                        | es un profesor muy listo que siempre se encarga de curar las heridas de Skulduggery y Valquiria, además también se encargara de vigilar a Fletcher Renn para que la Diablería no le encuentre, aunque ya no se tendrán que preocupar por la Diablería porque con la ayuda de Fletcher conseguirán acabar con ellos. El profesor le tiene una fobia impresionante a los vampiros y por eso siempre llevara en el cuello un frasco de agua salada por si acaso algún día se topa con uno y lo tiene que matar. |
| Scarab                            | Scarab es el padre de Billy-Ray Sanguine y ahora ha salido de la cárcel tras cumplir 200 años de condena por haber matado supuestamente a un pacifista que trataba de abandonar la guerra (los soldados perdían valor y los buenos acababarían perdiendo), pero él asegura no haber matado a dicho mago. Ahora que ya ha salido solo tiene ganas de sed de sangre y de venganza hacia quienes le encerraron. Su único deseo es vengarse de Guild, porque Scarab sabe que fue él quien ordenó matar a Vanguard y dejó que Scarab pagara con la culpa, y además, de paso y si puede también le gustaría vengarse de Skulduggery porque fue el quien le atrapó y le metió en la cárcel, aunque este no supiera que Scarab era inocente. |
| Omen Darkly                       | Omen Darkly es un estudiante de quinto año de la Academia Corrival y hermano gemelo de Auger Darkly , el Elegido de la Profecía Oscura . |